# 索尔·斯皮格尔曼
索尔·斯皮格尔曼（英語：Sol Spiegelman，1914年12月14日—1983年1月21日）是一位美国分子生物学家，开发了核酸杂交技术，为重組DNA技术奠定了基础。